# Kauko Laasonen
Kauko Markus Laasonen (Kesälahti, 8 de enero de 1951) es un deportista finlandés que compitió en tiro con arco, en la modalidad de arco recurvo. Su hermano Kyösti compitió en el mismo deporte.
Ganó tres medallas de bronce en el Campeonato Mundial de Tiro con Arco al Aire Libre, en los años 1973 y 1975, y tres medallas en el Campeonato Europeo de Tiro con Arco al Aire Libre entre los años 1976 y 1982.

## Palmarés internacional
| Campeonato Mundial al Aire Libre | Campeonato Mundial al Aire Libre | Campeonato Mundial al Aire Libre | Campeonato Mundial al Aire Libre |
| Año                              | Lugar                            | Medalla                          | Prueba                           |
| -------------------------------- | -------------------------------- | -------------------------------- | -------------------------------- |
| 1973                             | Grenoble (Francia)               | Medalla de bronce                | Equipo                           |
| 1975                             | Interlaken (Suiza)               | Medalla de bronce                | Individual                       |
| 1975                             | Interlaken (Suiza)               | Medalla de bronce                | Equipo                           |
| Campeonato Europeo al Aire Libre |                                  |                                  |                                  |
| Año                              | Lugar                            | Medalla                          | Prueba                           |
| 1976                             | Copenhague (Dinamarca)           | Medalla de oro                   | Equipo                           |
| 1978                             | Stoneleigh (Reino Unido)         | Medalla de plata                 | Equipo                           |
| 1982                             | Kecskemét (Hungría)              | Medalla de bronce                | Equipo                           |